# Melicope cruciata
Melicope cruciata (tiếng Anh thường gọi là Cross-bearing Pelea) là một loài thực vật thuộc họ Rutaceae. Đây là loài đặc hữu của quần đảo Hawaii.